# Gobliins 2: The Prince Buffoon
Gobliins 2: The Prince Buffoon är ett datorspel som 1992 släpptes till DOS och Amiga. Gobliins 2: The Prince Buffoon utvecklades av det franska spelföretaget Coktel Vision som året innan hade utvecklat föregångaren Gobliiins och året efter släpptes uppföljaren Goblins 3.
Spelet är ett äventyr/pussel-spel där man kontrollerar två figurer.